# Парламентарни избори у Аустрији 1975.
Парламентарни избори у Аустрији 1975. су одржани 5. октобра 1975. и били су четрнаести у историји Аустрије. Изборни резултати су били скоро идентични као и на изборима 1971. , коју је предводио тадашњи канцелар Бруно Крајски, је и даље била најјача странка освојивши апсолутну већину по други пут узастопно. Друга је била  на челу са Јозефом Таусом.  са Фридрих Петером је била трећа и последња странка која је освојила довољно гласова да уђе у парламент Аустрије.

## Изборни резултати
Резултати парламентарних избора у Аустрији 1975.
| Политичка партија                                                       | гласова   | гласова | %    | %    | број посланика | број посланика |
| Политичка партија                                                       | 1975      | ±       | 1975 | ±    | 1975           | ±              |
| ----------------------------------------------------------------------- | --------- | ------- | ---- | ---- | -------------- | -------------- |
| Социјалдемократска партија Аустрије ()                                  | 2.326.201 | +46.033 | 50,4 | +0,4 | 93             | 0              |
| Аустријска народна странка ()                                           | 1.981.291 | +16.578 | 42,9 | -0,2 | 80             | 0              |
| Слободарска партија Аустрије ()                                         | 249.444   | +971    | 5,4  | -0,1 | 10             | 0              |
| Комунистичка партија Аустрије ()                                        | 55.032    | -6.730  | 1,2  | -0,2 | 0              | 0              |
| Остале партије                                                          | 1.464     | -       | 0,1  | -    | 0              | 0              |
| Укупно                                                                  | 4.613.432 |         | 100  |      | 183            |                |
| Извори: Резултати парламентарних избора у Аустрији 1945-2002, Аустрија, |           |         |      |      |                |                |

- Од 5.019.277 регистрованих гласача на изборе је изашло 92,9%

## Последице избора
Пошто је SPÖ и на овим изборима освојио апсолутну већину савезни канцелар је остао Бруно Крајски.
После завршетка избора Симон Визентал, у то време вођа јеврејског документационог центра је направио извештај о нацистичкој прошлости дугогодишњег шефа FPÖ-а Фридрих Петера који је био официр СС-а у Другом светском рату и који је подржавао Крајског. Крајски је стао у Петерову одбрану и оптужио Визентала да се користи „мафијским методама“.
Данас је та расправа позната као Афера Крајски-Петер-Визентал. 1978. Петер је после дуго година дао оставку на место председника FPÖ-а. Његов наследник је постсао градоначелник Граца Александер Гец